# Tramway de Prokopievsk
 (décembre 2023).
Si vous disposez d'ouvrages ou d'articles de référence ou si vous connaissez des sites web de qualité traitant du thème abordé ici, merci de compléter l'article en donnant les références utiles à sa vérifiabilité et en les liant à la section « Notes et références ».
Le tramway de Prokopievsk est le réseau de tramways de la ville de Prokopievsk, en Russie. Il comporte sept lignes. Il est officiellement mis en service le 12 mai 1936.